# Salettl Kumpfmühler-Straße 56 (Regensburg)

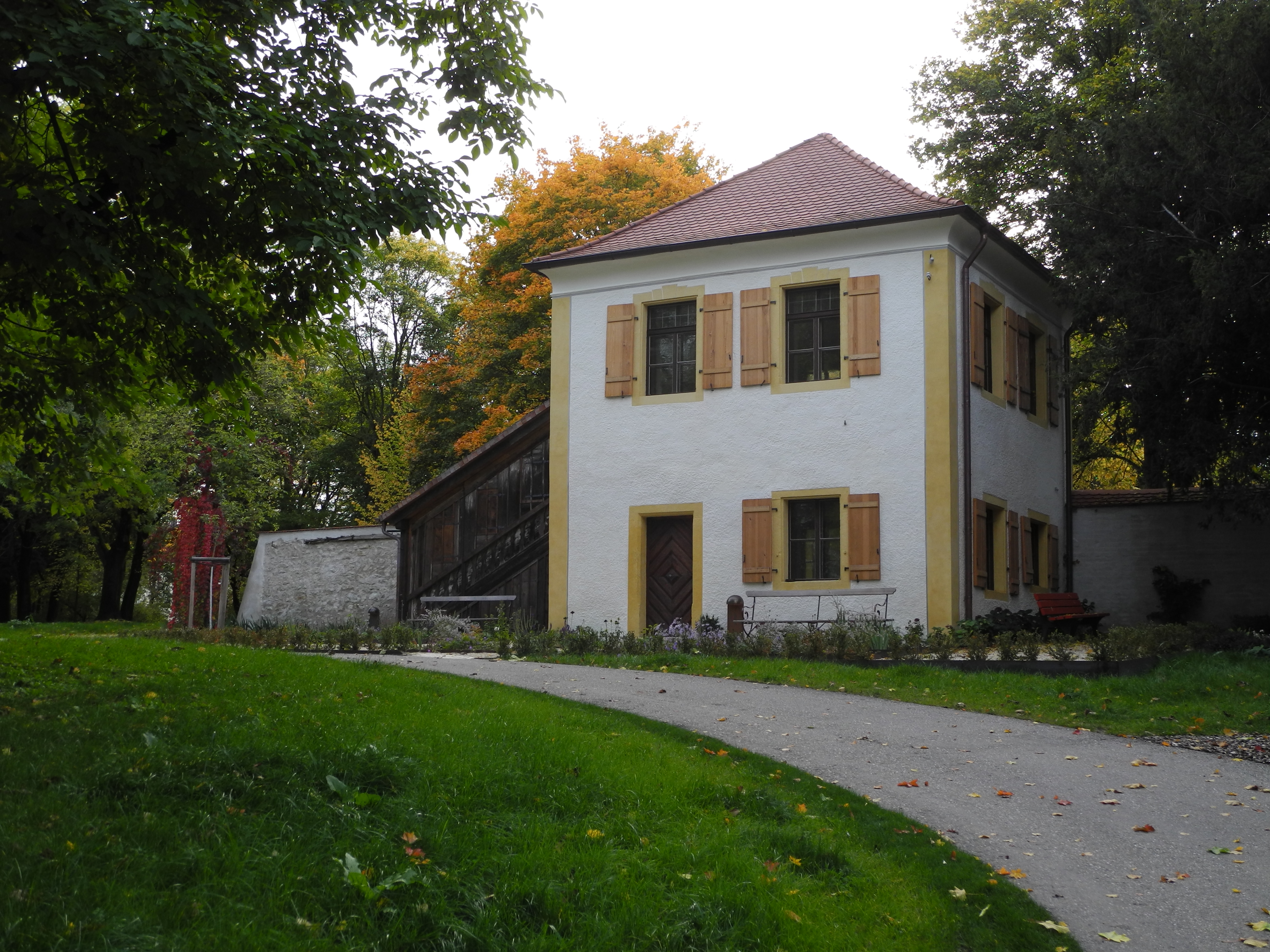
Das barocke Gartenhaus, auch Salettl genannt

Das Salettl in der Kumpfmühler Straße 56 ist ein barockes Gartenhaus im Regensburger Stadtteil Kumpfmühl. Es steht unter Denkmalschutz.

## Lage
Das Salettl liegt unweit der Bischof-Wittmann-Straße, schräg gegenüber der Kirche St. Wolfgang im heutigen Karl-Bauer-Park, der zum Bürgerheim Kumpfmühl gehört. Bei der Erforschung der Lage des Kastells Kumpfmühl stellte sich heraus, dass das Salettl zufällig in der Südost-Ecke des römischen Steinkastells errichtet wurde.

## Geschichte
Das Gebäude ist vermutlich zur Zeit des Barock, spätestens im späten 18. Jahrhundert entstanden. Auf einer gezeichneten Postkarte aus dem Jahr 1901 ist das Gebäude (gegenüber dem Stadtkeller) zu erkennen. Damals war an der Stelle des heutigen Karl-Bauer-Parks ein mit einer Mauer umgebenes, privates Gartenareal. Der Garten gehörte zum Damenstift Obermünster. In der Flurkarte von Christoph Thomas Wolf von 1768 ist das Gartenhaus dargestellt. Es entstand unter der Leitung der Äbtissin Anna Magdalena Franziska von Dondorff (1719–1765). Vermutlich stammen die Pläne von Christoph Thomas Wolf. Ab der Säkularisation gehörte das Gebäude einem Grafen Westerhold, spätestens im Jahr 1892 war es im Eigentum der Stadt Regensburg. In diesem Jahr entstand auf dem Gelände eine Armen- und Versorgungsanstalt und die Stadt nutzte das Gebäude zunächst als Gärtnerwohnung.

## Architektur
Wie es die sprachliche Herleitung des Begriffs „Salettl“ vom italienischen saletta (Sälchen) nahelegt, hat das Obergeschoss nur einen Raum, einen kleinen Saal. Entsprechend einem Gartenhaus war das Salettl nur im Sommer bewohnt.
Das Gebäude besitzt zwei Vollgeschosse und hat einen quadratischen Grundriss. Das Dach ist als Pyramidendach ausgeführt. Das Gebäude hat an der Ost-, Nord- und Westfassade jeweils zwei Fensterachsen. Die Fenster des Obergeschosses an der Ostfassade waren offensichtlich als französische Fenster ausgeführt und wurden später verkleinert. Über diese Fenstertüren konnte ein früher vorhandener Balkon betreten werden. Die Fenster und Türen weisen Stürze oder Laibungen aus Naturwerkstein auf. An der Südfassade ist eine gradläufige, überdachte, hölzerne Freitreppe angefügt, die in das Obergeschoss führt. Wohl Ende des 19. Jahrhunderts wurde auch eine Treppe innerhalb des Gebäudes eingebaut, da es ja als Wohnhaus für einen Gärtner diente. Im Erdgeschoss war ursprünglich nur ein Raum untergebracht, später gab es eine Raumaufteilung in Funktionsräume.

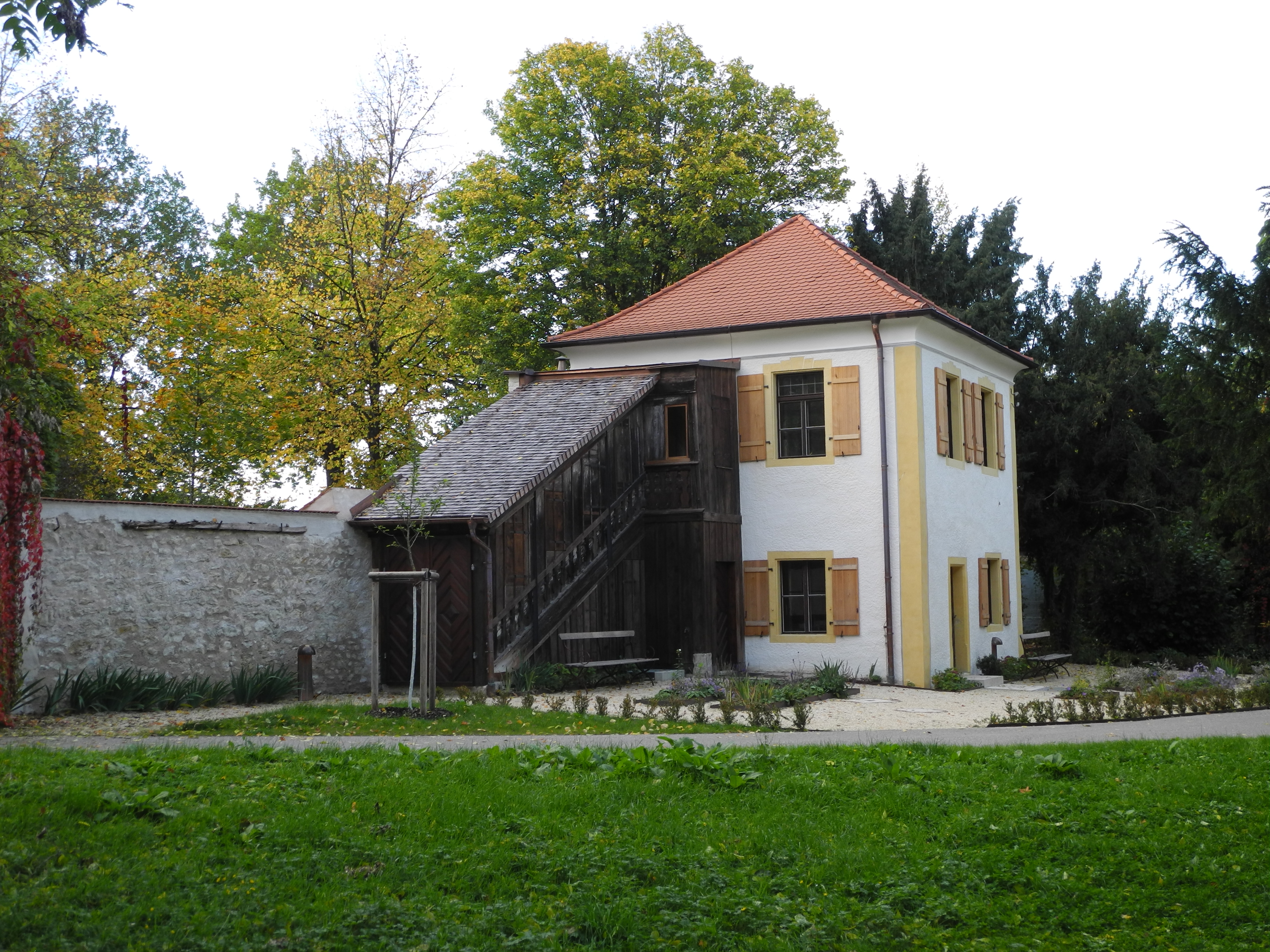
Südansicht mit Treppe

Reste von ehemaliger, vermutlich reicher Ausmalung sind noch erhalten.
An der Westfassade ist die ehemalige, den Garten einfassende, verputzte Natursteinmauer unterbrochen. Ein Teil dieser Mauer ist im Bereich der hölzernen Treppe erhalten (Südseite). Auf der Nordseite schließt an das Gebäude eine unverputzte Ziegelmauer aus dem 19. Jahrhundert an.

## Entwicklung im 20. und 21. Jahrhundert
Nach 1945 wurden im Gebäude mehrere Personen untergebracht. In den folgenden Jahrzehnten stand das Gebäude leer, war der Witterung ausgesetzt und verfiel.
Im Jahr 1982 sollte im Gebäude ein Kindergarten eingerichtet werden. Als das scheiterte, gab es im Jahr 1984 den Antrag, das Gebäude in das Freilichtmuseum Tittling zu translozieren. Nachdem auch das gescheitert war, bat der damalige Generalkonservator Michael Petzet den Oberbürgermeister Friedrich Viehbacher um Unterstützung. Daraufhin sagte die Gemeinde eine Sanierung für das Jahr 1987 zu.
Nach Einbrüchen und einem Brand (2006) ließ die Gemeinde die Gebäudeöffnungen vermauern.

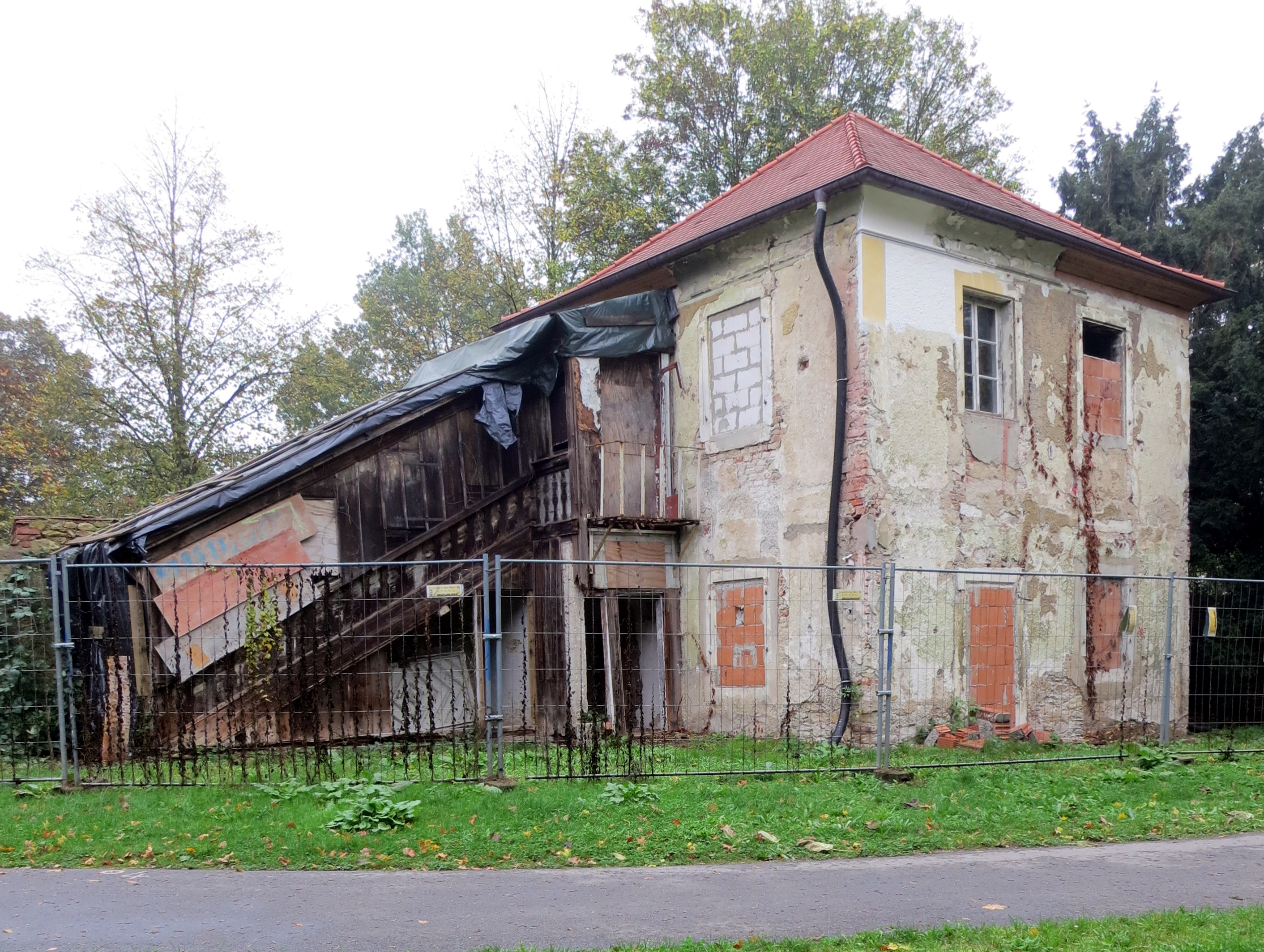
Das Salettl vor der Renovierung

Der Kumpfmühler Geschichts- und Kulturverein bemühte sich seit dem Jahr 2009 um eine Nutzung und Wiederherstellung des Gebäudes. Im selben Jahr wurde durch das Bayerische Landesamt für Denkmalpflege (BLfD) eine Befunduntersuchung durchgeführt. Im Jahr 2010 wurde zuerst das Dach mit einer Plane gesichert. und im Herbst auf den bestehenden Dachstuhl eine neue Dachdeckung aufgesetzt. Im Jahr 2014 haben mehrere Wendungen die Hoffnung in der Bevölkerung aufkommen lassen, dass das Salettl von der Stadt Regensburg und dem Bayerischen Landesamt für Denkmalpflege restauriert und einer Nutzung zugeführt wird. Im Oktober 2016 konnte die Renovierung abgeschlossen werden und das Gebäude einer Nutzung durch das Stadtgartenamt zugeführt werden. Die Restaurierung hat etwa 1,2 Millionen Euro gekostet und wurde auch mit Mitteln der Deutschen Stiftung Denkmalschutz unterstützt.